# Новобританский пастушок
Новобританский пастушок, или бородатый пастушок (лат. Hypotaenidia insignis), — вид нелетающих птиц из семейства пастушковых, обитающих на острове Новая Британия в Папуа — Новой Гвинее.

## Описание
Оперение верхней части тела и крыльев красно-коричневого цвета, нижняя часть тела от горла до хвоста украшена чёрно-белыми пестринами. Хвост взрослых птиц снаружи не заметен, а крылья почти полностью атрофированы, из-за чего птицы утеряли способность к полёту.

## Распространение
Эндемик острова Новая Британия. Населяет тропические и субтропические дождевые леса на высоте до 1250 м над уровнем моря. Во вторичных лесах встречается редко.

## Образ жизни
Скрытная птица. Питается беспозвоночными всех видов, предпочитая тех, которые живут в воде, таких как черви, улитки, насекомые (мухи, комары, подёнки) и их личинок.